# RT.X100

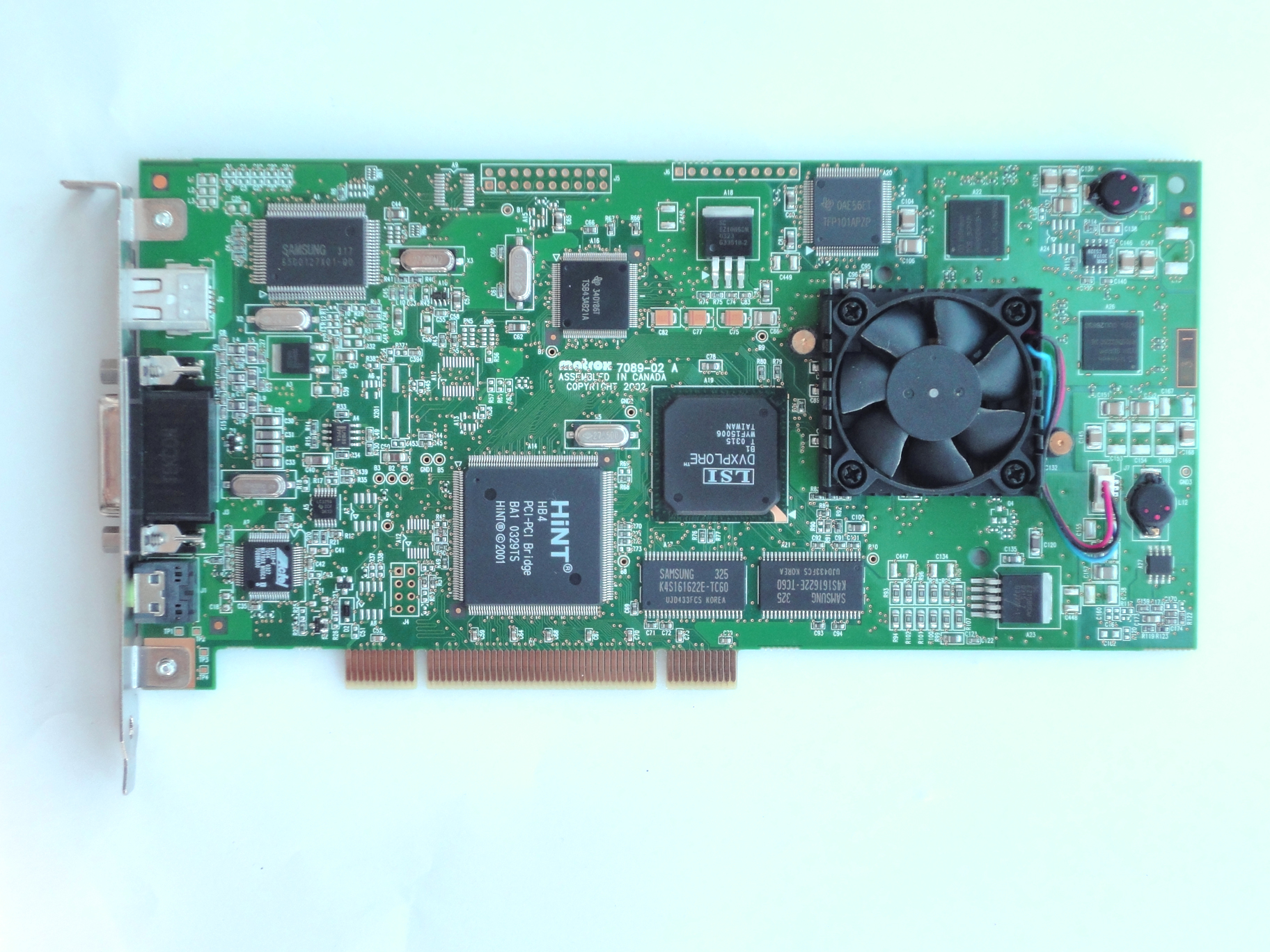
A RT.X100

RT.X100是由Matrox公司所推出的一張即時PCI視訊編輯卡，是RT.X100 Pro Suite（專業套餐）中的主構件，若搭配Adobe系統公司的Adobe Premiere視訊編輯軟體，即可在電視或電腦顯示器上進行即時性的預覽。一般來說專業套餐內已經隨附（Bundle）了Adobe Premiere Pro的視訊編輯軟體、Adobe Audition的數位音訊編輯軟體、以及Adobe Encore DVD的DVD內容製作、創作軟體。另外RT.X100 Pro Collection（專業收藏）則再追加了Adobe After Effects的特效軟體。

## 外部連結
- Matrox RT.X100網頁（英文）
- Matrox RT.X100使用鑑賞（英文）